# Rudolf Towarek
Rudolf Towarek (* 9. Juni 1885 in Krakau; † 29. November 1959 in Linz) war ein österreichischer Generalmajor und Kommandant der Theresianischen Militärakademie 1934–1938.

## Leben
Towarek wurde seit seinem 11. Lebensjahr in militärischen Bildungsanstalten erzogen und absolvierte von 1902 bis 1905 die Theresianische Militärakademie. Am 18. August 1905 wurde er zum Leutnant im k.u.k. Infanterieregiment Nr. 9 in Przemyśl ausgemustert. Von 1909 bis 1912 besuchte er die Kriegsschule in Wien und wurde anschließend dem Generalstab zugeteilt. Von da an bis zum Ende des Ersten Weltkrieges war er in verschiedenen Generalstabsverwendungen tätig. Als Generalstabsoffizier der Prager 17. Infanteriebrigade machte er 1914 die Kämpfe an der Drina und 1915 den Einsatz an der russischen Front in den Karpathen und in Galizien mit. 1916 wurde er in den Stab des XVII. Armeekorps versetzt, das an der italienischen Front im Val Sugana und in den Sieben Gemeinden kämpfte. 1917 wurde er, der fließend polnisch und ukrainisch sprach, dem deutschen Generalgouverneur in Warschau zugeteilt, um dort Österreichs Interessen zu vertreten und für die Reorganisation des Polnischen Hilfskorps zu sorgen. 1918 war er für die Versorgung des VI. Korps in den Dolomiten verantwortlich.
Für Verhalten und Dienstleistungen im Krieg mehrfach ausgezeichnet, wurde er 1920 in das Bundesheer der ersten Republik übernommen. Zunächst war er beim Kommando der 4. Brigade in Linz eingeteilt, als deren Stabschef er seit 1926 – zuerst als Oberstleutnant und dann als Oberst – tätig war. 1934 wurde er zum Kommandanten der Heeresschule Enns ernannt und durfte im gleichen Jahr diese Anstalt als Theresianische Militärakademie in die Neustädter Burg zurückbringen.

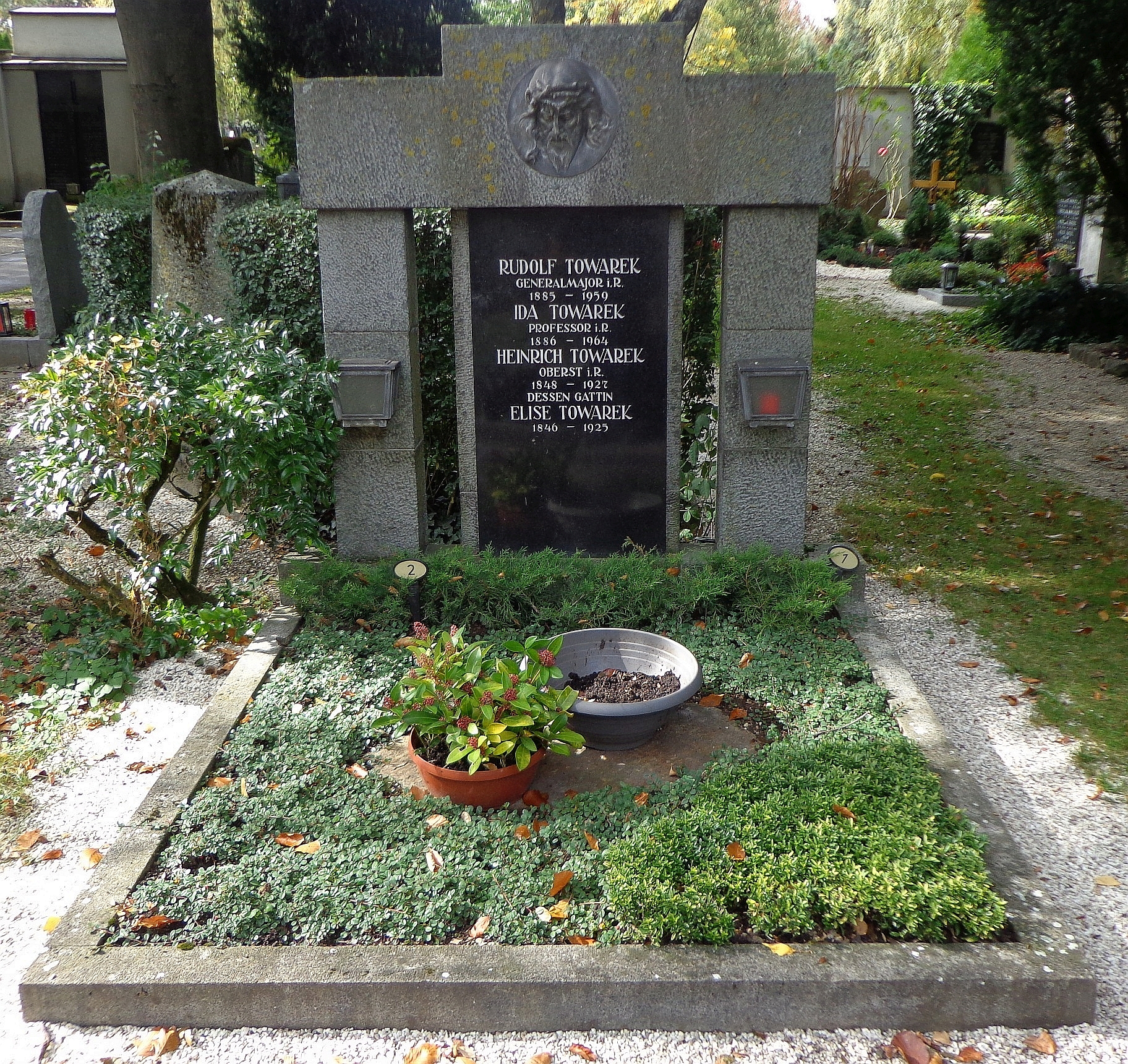
St. Barbara-Friedhof Linz, Grab Towareks

Im März 1938 verwehrte er unmittelbar nach der Machtübernahme der Nationalsozialisten den bewaffneten Verbänden der österreichischen Nazis den Eintritt in die Militärakademie. Nach dem Anschluss Österreichs legte er sein Kommando nieder und verweigerte den Führereid. Daraufhin wurde er zwangspensioniert und lebte seither zurückgezogen in Oberösterreich. Als einer der ganz wenigen von denen, die der bisherigen Regierung treu gedient hatten, erhielt er das Privileg, auch in der Pension die alte österreichische Uniform tragen zu dürfen. Nach dem Krieg, im Jahre 1958, wurde er zum Ehrenpräsidenten des Vereins Alt-Neustadt gewählt. 
Er ist begraben auf dem St. Barbara-Friedhof in Linz.
1967 wurde das Gebäude der Heeresunteroffiziersschule (später: -akademie) in Enns zu seinen Ehren Towarek-Schulkaserne benannt.

## Auszeichnungen (Stand 1933)
- Ungarische Weltkriegs-Erinnerungsmedaille
- Königlich Sächsischer Albrechts-Orden mit Schwertern
- Karl-Truppenkreuz
- Bronzene Militär-Verdienstmedaille am Bande des Militärverdienstkreuzes mit Schwertern
- Silberne Militär-Verdienstmedaille am Bande des Militärverdienstkreuzes mit Schwertern
- Militärverdienstkreuz III. Klasse mit der Kriegsdekoration und Schwertern
- Orden der Eisernen Krone III. Klasse mit der Kriegsdekoration und Schwertern (jedoch ohne eine Erhebung in den Adelstand)
- Goldenes Ehrenzeichen für Verdienste um die Republik Österreich